# Solothurner Mordnacht
Die Solothurner Mordnacht oder Mordnacht von Solothurn war ein kriegerischer Vorfall in der Nacht vom 10./11. November 1382 in der heutigen Schweizer Stadt Solothurn.

## Vorgeschichte
Das verarmende Adelsgeschlecht Kyburg-Burgdorf wollte unter anderem die Herrschaften Altreu und Balm an Herzog Leopold III. von Habsburg verpfänden. Die freie Reichsstadt Solothurn fühlte sich durch diese mögliche habsburgische Landnahme in ihrer Nähe bedroht und meldete Widerstand dagegen an. Nachdem neue kyburgische Zölle in der Umgebung der Stadt keinen Erfolg erzielt hatten, entschloss sich der kyburg-burgdorferische Graf Rudolf II., die Stadt gewaltsam zur Räson zu zwingen.

## Die Mordnacht
Rudolf hatte in Solothurn in einigen Chorherren des St. Ursenstifts Verbündete, die ihm den Einlass in die Stadtmauern erleichtern sollten. Er versammelte seine Streitmacht bei Wiedlisbach. Allerdings wurde sein Plan den Solothurnern vorzeitig verraten, der Legende nach durch Hans Roth von Rumisberg. Die Solothurner erhielten dadurch Zeit, Abwehrmassnahmen zu treffen. Als Rudolfs Streitmacht nachts anrückte, stiess sie auf unerwartete Abwehrbereitschaft und vermochte die Stadt nicht einzunehmen. Stattdessen bemächtigte sie sich mordend der ausserhalb der Stadtmauern lebenden bäuerlichen Bevölkerung. Die genaue Zahl der Opfer ist nicht bekannt. Im weiteren Verlauf ergriffen die chorherrlichen Komplizen Rudolfs die Flucht aus der Stadt. Einer, der sich nicht retten konnte, wurde von der Bürgerschaft ermordet.

## Folgen
Die Folge der Solothurner Mordnacht war der Burgdorferkrieg, wo die verbündeten Orte Bern und Solothurn den Untergang des Hauses Kyburg besiegelten.